# 慶応の改革
慶応の改革（けいおうのかいかく）は、慶応2年（1866年）以後に江戸幕府15代将軍徳川慶喜によって行われた改革。結果的には江戸幕府最後の幕政改革となった。

## 概要
長州征伐の失敗による江戸幕府の権威の動揺の中で将軍職に就いた徳川慶喜は、薩摩藩・長州藩とイギリスとの連携に共通の危機感を抱くフランス公使レオン・ロッシュの助言に基づき、江戸幕府にヨーロッパの行政組織の要素を取り入れるとともに諸藩や朝廷の権力を削減して、日本を幕府を頂点とする中央集権国家に体制そのものを変革することを意図する改革を図った。
まず慶喜が正式に将軍に就任した慶応2年12月以後、既存の陸軍総裁・海軍総裁に老中を充て、翌慶応3年（1867年）の5月には会計総裁・国内事務総裁・外国事務総裁にも老中を任じて、老中を専任の長官とする事実上の「五局体制」を確立。唯一総裁に任じられていなかった老中首座の板倉勝静が五局を統括調整する首相役を務める事実上の内閣制度が導入され、若年寄・三奉行以下の位置づけも大きく変更された。
更に人事制度の改革による人材登用の強化や新税導入も含めた財政改革、旗本の軍役を廃止（銭納をもって代替）してフランス軍事顧問団の指導の下での新制陸軍の整備、フランスの支援による横須賀製鉄所の建設などを行った。一方で、産物会所・日仏会社（江戸幕府・フランスの共同経営）による国内流通・国際貿易の独占支配や本格的な蝦夷地開拓など、実行に移されることなく挫折した構想も多かったという。
慶応3年10月には大政奉還が行われたが、慶喜は新体制においても旧幕府がその実権を収めるべく政治工作を続けながら改革を並行させてゆくものの、慶応4年（1868年）1月に戊辰戦争が始まってその可能性が断たれ、4月の江戸開城によって幕府の中枢機構が新政府軍に接収されたことで改革も終焉した。
横須賀製鉄所は後に日本海軍の造船施設として流用されたほか、この時期幕府陸軍の将校に取り立てられた者の中には、大鳥圭介・荒井郁之助・小菅智淵・原田一道・津田真道など、明治政府でも政治家・軍人として活躍した人材が少なからず存在する。慶喜のもとで行われた諸改革は幕府の勢力回復という本来の目的こそ果たせなかったものの、後の日本の近代化に一定の貢献をしたと言える。